# Jean Hermil

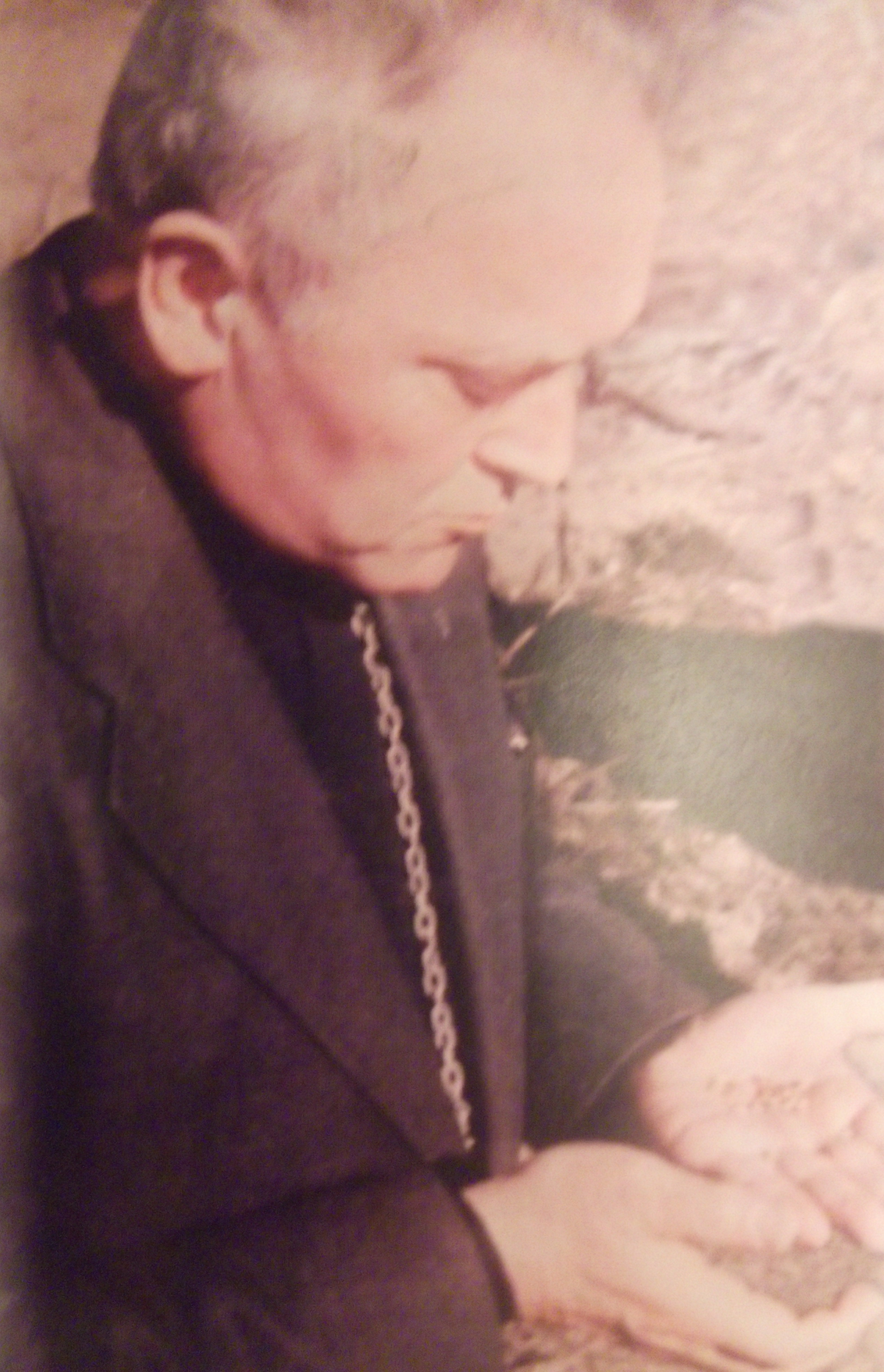

Wappen

Jean Hermil (* 24. September 1917 in Charolles, Département Saône-et-Loire, Frankreich; † 10. März 2006 in Cannes, Département Alpes-Maritimes Frankreich) war ein französischer  römisch-katholischer Geistlicher.
Hermil wurde am 5. Juli 1942 zum Priester für das Bistum Autun geweiht.
Papst Paul VI. ernannte ihn am 15. Mai 1963 zum Titularbischof von Marida und Weihbischof in Autun. Lucien-Sidroine Lebrun, Bischof von Autun, weihte ihn am 2. Juli 1963 zum Bischof. Mitkonsekratoren waren Georges-Stanislas-Jean Béjot, Weihbischof in Reims, und Marius-Félix-Antoine Maziers, Weihbischof in Lyon. Am 14. Dezember 1965 ernannte der Papst ihn zum Bischof von Viviers. Papst Johannes Paul II. nahm am 15. Oktober 1992 seinen Rücktritt an.
Hermil nahm als Konzilsvater an der zweiten, dritten und vierten Sitzungsperiode des Zweiten Vatikanischen Konzils teil.